# Comisario europeo de Presupuesto y Administración
El comisario de Presupuesto, Lucha contra el Fraude y Administración Pública es un miembro de la Comisión Europea responsable de la cartera que gestiona las finanzas y los presupuestos de la Unión Europea. El comisario que desempeña esta cartera en la Comisión Von der Leyen es el polaco Piotr Serafin. 
Esta cartera tuvo varias denominaciones en los sucesivos Colegios de Comisarios.

## Orígenes
En la formación de la Comisión Hallstein del año 1958, se creó la cartera del Comisario Europeo de Asuntos Económicos y Financieros, cartera que posteriormente se dividió en la de los comisarios encargados de Programación Financiera y Presupuestos; Asuntos Económicos y Monetarios y Asuntos Administrativos, Auditoría y Lucha contra el Fraude.

## Listado de comisarios
| Comisión                                                     | Inicio                                        | Fin                                           | Nombre                                        | País                                          | Partido                                       |
| Comisario de Asuntos Económicos y Financieros                | Comisario de Asuntos Económicos y Financieros | Comisario de Asuntos Económicos y Financieros | Comisario de Asuntos Económicos y Financieros | Comisario de Asuntos Económicos y Financieros | Comisario de Asuntos Económicos y Financieros |
| Hallstein I                                                  |                                               |                                               |                                               |                                               |                                               |
| ------------------------------------------------------------ | --------------------------------------------- | --------------------------------------------- | --------------------------------------------- | --------------------------------------------- | --------------------------------------------- |
| Hallstein I                                                  | 7 de enero de 1958                            | 9 de enero de 1962                            | Robert Marjolin                               | Francia                                       | PS                                            |
| Hallstein II                                                 |                                               |                                               |                                               |                                               |                                               |
| 10 de enero de 1962                                          | 30 de junio de 1967                           | Robert Marjolin                               | Francia                                       | PS                                            |                                               |
| Comisario de Presupuestos, Créditos e Inversiones            |                                               |                                               |                                               |                                               |                                               |
| Rey                                                          |                                               |                                               |                                               |                                               |                                               |
| 2 de julio de 1967                                           | 30 de junio de 1970                           | Albert Coppé                                  | Bélgica                                       | CD&V                                          |                                               |
| Malfatti                                                     |                                               |                                               |                                               |                                               |                                               |
| 1 de julio de 1970                                           | 21 de marzo de 1972                           | Albert Coppé                                  | Bélgica                                       | CD&V                                          |                                               |
| Mansholt                                                     |                                               |                                               |                                               |                                               |                                               |
| 22 de marzo de 1972                                          | 5 de enero de 1973                            | Albert Coppé                                  | Bélgica                                       | CD&V                                          |                                               |
| Ortoli                                                       |                                               |                                               |                                               |                                               |                                               |
| 6 de enero de 1973                                           | 5 de enero de 1977                            | Wilhelm Haferkamp                             | Alemania                                      | SPD                                           |                                               |
| Jenkins                                                      |                                               |                                               |                                               |                                               |                                               |
| 6 de enero de 1977                                           | 5 de enero de 1981                            | Christopher Tugendhat                         | Reino Unido                                   | Con.                                          |                                               |
| Thorn                                                        |                                               |                                               |                                               |                                               |                                               |
| 6 de enero de 1981                                           | 5 de enero de 1985                            | Christopher Tugendhat                         | Reino Unido                                   | Con.                                          |                                               |
| Delors I                                                     |                                               |                                               |                                               |                                               |                                               |
| 6 de enero de 1985                                           | 5 de enero de 1989                            | Henning Christophersen                        | Dinamarca                                     | Venstre                                       |                                               |
| 5 de enero de 1986                                           | 5 de enero de 1989                            | Abel Matutes                                  | España                                        | PP                                            |                                               |
| Comisario de Programación Financiera y Presupuestos          |                                               |                                               |                                               |                                               |                                               |
| Delors II                                                    |                                               |                                               |                                               |                                               |                                               |
| 6 de enero de 1989                                           | 5 de enero de 1993                            | Leon Brittan                                  | Reino Unido                                   | Con.                                          |                                               |
| 6 de enero de 1989                                           | 5 de enero de 1993                            | Peter Schmidhuber                             | Alemania                                      | CSU                                           |                                               |
| Delors III                                                   |                                               |                                               |                                               |                                               |                                               |
| 6 de enero de 1993                                           | 22 de enero de 1995                           | Peter Schmidhuber                             | Alemania                                      | CSU                                           |                                               |
| Santer                                                       |                                               |                                               |                                               |                                               |                                               |
| 23 de enero de 1995                                          | 15 de marzo de 1999                           | Erkki Liikanen                                | Finlandia                                     | SDP                                           |                                               |
| Marín                                                        |                                               |                                               |                                               |                                               |                                               |
| 16 de marzo de 1999                                          | 15 de septiembre de 1999                      | Erkki Liikanen                                | Finlandia                                     | SDP                                           |                                               |
| Prodi                                                        |                                               |                                               |                                               |                                               |                                               |
| 16 de septiembre de 1999                                     | 21 de septiembre de 2004                      | Michaele Schreyer                             | Alemania                                      | Verdes                                        |                                               |
| 1 de mayo de 2004                                            | 21 de noviembre de 2004                       | Markos Kyprianou                              | Chipre                                        | DIKO                                          |                                               |
| Barroso                                                      |                                               |                                               |                                               |                                               |                                               |
| 22 de noviembre de 2004                                      | 27 de noviembre de 2009                       | Dalia Grybauskaitė                            | Lituania                                      | ind.                                          |                                               |
| Barroso II                                                   |                                               |                                               |                                               |                                               |                                               |
| 27 de noviembre de 2009                                      | 1 de noviembre de 2014                        | Janusz Lewandowski                            | Polonia                                       | Plataforma Cívica                             |                                               |
| Juncker                                                      |                                               |                                               |                                               |                                               |                                               |
| 1 de noviembre de 2014                                       | 31 de diciembre de 2016                       | Kristalina Georgieva                          | Bulgaria                                      | ind.                                          |                                               |
| 1 de enero de 2017                                           | 30 de noviembre de 2019                       | Günther Oettinger                             | Alemania                                      | CDU                                           |                                               |
| Comisario de Presupuesto y Administración                    |                                               |                                               |                                               |                                               |                                               |
| Von der Leyen I                                              |                                               |                                               |                                               |                                               |                                               |
| 1 de diciembre de 2019                                       | 30 de noviembre de 2024                       | Johannes Hahn                                 | Austria                                       | ÖVP                                           |                                               |
| Presupuesto, Lucha contra el Fraude y Administración Pública |                                               |                                               |                                               |                                               |                                               |
| Von der Leyen II                                             | 1 de diciembre de 2024                        | Actualidad                                    | Piotr Serafin                                 | Polonia                                       |                                               |